# Дом с мезонином
«Дом с мезонином» — рассказ Антона Павловича Чехова, законченный в 1896 году. В произведении отразились жизненные впечатления и личный опыт автора, воспроизведена атмосфера мест, которые посещал писатель. Образы главных героев соотносятся с реальными людьми из числа знакомых Чехова. «Дом с мезонином» впервые был опубликован в журнале «Русская мысль» (1896, № 4).

## Сюжет
Повествование ведётся от лица художника-пейзажиста, поселившегося в имении помещика Белокурова в Т-ой губернии. Рассказчик ведёт в полупустом барском доме праздную жизнь — читает, раскладывает пасьянсы, иногда выбирается на прогулки по окрестностям. Во время одной из них он видит дом с террасой и мезонином, у ворот которого стоят две девушки. Вскоре происходит его знакомство с обитательницами дома — сёстрами Волчаниновыми. Старшая, Лидия, работает учительницей, получает за свой труд 25 рублей в месяц и гордится тем, что, несмотря на оставленное отцом наследство, сама обеспечивает себя. Кроме того, она много сил отдаёт земским делам, пытается сплотить вокруг себя активных молодых людей для смещения председателя местной управы. Младшая, Женя, которую в семье называют Мисюсь, живёт столь же праздно, что и рассказчик: она много читает и любит долгие прогулки. Вместе с художником девушка собирает ягоды вишни, катается на лодке; когда он работает над этюдами, Мисюсь находится рядом.
В один из дней между рассказчиком и Лидией Волчаниновой возникает спор по поводу того, что важнее: освобождение крестьян от непосильного труда или открытие для них новых социальных объектов — школ, медицинских пунктов, библиотек. Завершая весьма жёсткий диалог, старшая сестра явно даёт понять гостю, что его присутствие в их доме нежелательно. Провожать художника выходит Женя, которая чем дальше, тем больше восхищает героя, — он понимает, что их дружба перерастает в любовь, ему хочется писать картины только для Мисюсь. Вечерняя прогулка завершается поцелуями, и девушка, уходя, признаётся, что не имеет тайн от сестры и матери: она должна рассказать им об этих отношениях.
На следующий день, появившись у Волчаниновых, художник застаёт в доме лишь Лидию, занимающуюся с учениками. Она поясняет, что Женя вместе с матерью уехала к родственнице в Пензенскую губернию; затем они отправятся за границу. Чуть позже деревенский мальчишка передаёт рассказчику записку от Мисюсь — девушка сообщает, что расстаётся с ним по настоянию Лидии; несмотря на боль и горечь, она вынуждена подчиниться воле старшей сестры. Тем же вечером герой собирает вещи и уезжает в столицу. Идут годы, образ дома с мезонином постепенно стирается из его памяти, но иногда в минуты одиночества художник вспоминает огонь в окне и спрашивает: «Мисюсь, где ты?».

## История создания и публикации

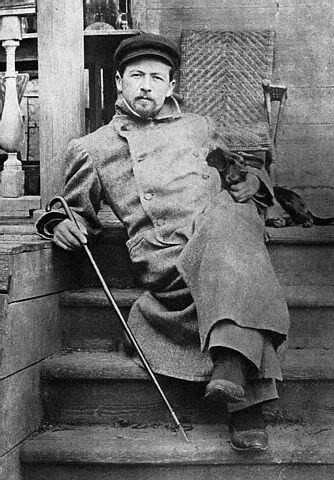
А. П. Чехов. 1897

В записных книжках Чехова сохранились разрозненные заметки, свидетельствующие о том, что сюжет и образы «Дома с мезонином» созревали у писателя постепенно. Так, одна из записей, имевшая в черновиках характер незаконченного изречения о воспитании, в тексте рассказа воплотилась в реплику помещика Белокурова, который во время обеда у Волчаниновых неосторожно опрокинул соусник, а позже заметил, что «хорошее воспитание не в том, что ты не прольёшь соуса на скатерть, а в том, что ты не заметишь, если это сделает кто-то другой». Точно так же в рассказ переместились и другие беглые зарисовки, дающие представление о логике развития характеров персонажей. Судя по предварительным наброскам, общая канва будущего произведения сложилась у Антона Павловича к весне 1895 года.
В ноябре 1895 года Чехов сообщил писательнице Елене Михайловне Шавровой о том, что работает над рассказом под названием «Моя невеста»: «У меня когда-то была невеста… Мою невесту звали так: „Мисюсь“. Я её очень любил. Об этом я пишу». В этом признании, по словам литературоведа Георгия Бердникова, скрыта загадка: исследователи так и не смогли расшифровать чеховский посыл и выяснить, имел ли в виду писатель только героиню «Дома с мезонином» или же речь шла о реальной женщине, оставившей в памяти Антона Павловича неизгладимый след.
Автор планировал передать произведение в журнал «Русская мысль» не позднее декабря, однако сроки сдачи рукописи постоянно откладывались: во-первых, изначальный замысел существенно расширился — в романтическую историю о несостоявшейся любви была включена общественная тема, связанная с проблемами земств; во-вторых, у Чехова не хватало времени для кропотливой работы. В письме, адресованном издателю Алексею Суворину, Антон Павлович сообщал, что завершить работу мешают гости: «Пишу небольшую повесть и никак не могу её закончить… С 23 декабря у меня толчётся народ, и я тоскую по одиночеству». Рукопись «Дома с мезонином» была отправлена в редакцию в конце февраля 1896 года; рассказ вышел в свет в апрельском номере журнала.

## Отзывы и рецензии
Многие современники Чехова в адресованных ему письмах, а также газетно-журнальных рецензиях фактически проигнорировали лирическую линию «Дома с мезонином» — значительная часть откликов была связана с анализом идейного противостояния Лидии и художника. Так, участницы земского движения выразили недовольство тем, что старшая из сестёр Волчаниновых изображена в рассказе как сухая, излишне педантичная, лишённая обаяния женщина. Публицист Ростислав Сементковский в статье «Что нового в литературе?» («Ежемесячные литературные приложения к „Ниве“», 1896, № 6) упрекнул автора в том, что деятельная, активная, выполняющая массу полезной общественной работы Лидия представлена человеком «чёрствым и несимпатичным». «Биржевые ведомости» (1896, № 113) откликнулись на новое произведение Антона Павловича статьёй, в которой отмечалось, что идейный конфликт учительницы и художника плохо проработан и дан поверхностно.
Много замечаний у рецензентов вызвал образ героя-рассказчика. К примеру, прозаик Илья Игнатов в материале, опубликованном в «Русских ведомостях» (1896, № 11) написал, что праздность, свойственная художнику, его индифферентное отношение ко многим социально значимым проблемам напрямую связаны с «творческим бессилием» персонажа. Литературный критик Александр Скабичевский в публикации «Больные герои больной литературы» («Новое слово», 1897, книга 4) включил героя «Дома с мезонином» в ряд узнаваемых чеховских типов — людей «нравственно больных, надломленных». Финал рассказа показался Скабичевскому неестественным, потому что художник («чистопробный психопат и эротоман») отказался от борьбы за Мисюсь: «Ведь Пензенская губерния не за океаном, а там, вдали от Лиды, он мог бы сочетаться с Женею узами брака».
Романтическая линия рассказа заинтересовала современников Чехова в меньшей степени, и отклики о ней звучали в основном в письмах. Литератор Александра Андреева, занимавшаяся изучением творчества Тургенева, уловила в «Доме с мезонином» типично «тургеневские черты». Писательница Елена Шаврова, получив номер «Русской мысли», призналась Антону Павловичу, что сам рассказ — «милый и грациозный», а загадочная невеста автора Мисюсь прекрасна. Книгоиздатель Пётр Кончаловский предложил писателю включить «Дом с мезонином» в отдельный иллюстрированный сборник, добавив туда же произведение Короленко «В облачный день». Замысел Кончаловского остался неосуществлённым.

## Отражение жизненных впечатлений

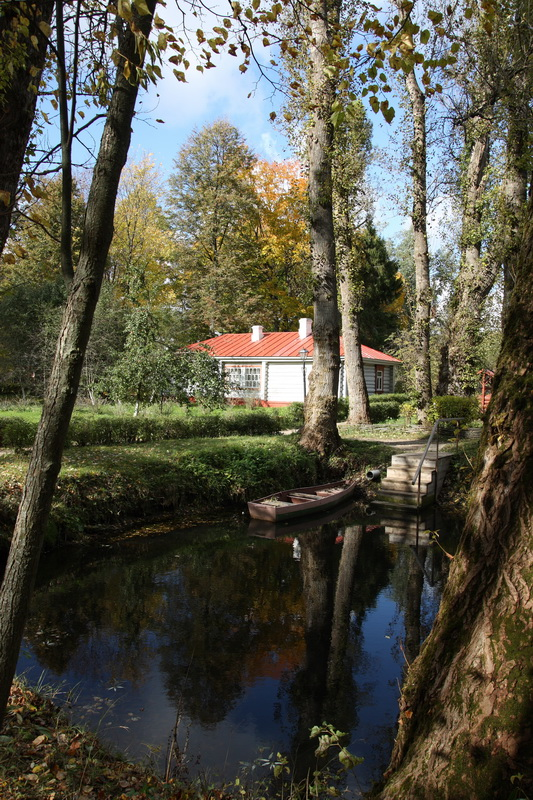
Мелихово

Существуют разные версии относительно того, какие именно населённые пункты дали Чехову материал для рассказа. Огромный полупустой дом с колоннами, в котором поселился художник, напоминает усадьбу в Богимове Тарусского уезда — в 1891 году Антон Павлович снимал там дачу у Е. Д. Былим-Колосовского. В письме, отправленном Алексею Суворину, Чехов рассказывал о впечатливших его интерьерах и пейзажах: «Комнаты громадные, как в благородном собрании, парк дивный с такими аллеями, каких я никогда не видел». Неподалёку находилась усадьба Даньково, которая, по версии младшего брата писателя Михаила Павловича, могла быть прообразом волчаниновского дома с мезонином.
В то же время некоторые исследователи (Софья Пророкова, Леонид Гроссман) связывали события, воспроизведённые в рассказе, с имением Анны Николаевны Турчаниновой «Горка», которое Чехов посещал непосредственно во время работы над «Домом с мезонином», — летом 1895 года. По мнению Пророковой, совпадение наблюдается во многих деталях, в том числе в созвучии фамилий (Турчаниновы — Волчаниновы); Гроссман полагал, что под Т-ой губернией подразумевается Тверская губерния, в которой размещалась «Горка». Кроме того, в описание земских проблем, беспокоящих Лидию, Чехов мог вложить собственный опыт общественной деятельности в Мелихове: писатель, будучи гласным Серпуховского уездного земского собрания, много сил отдававший обустройству села, хорошо знал, как тяжело реализуются на практике многие полезные инициативы.

## Герои и возможные прототипы

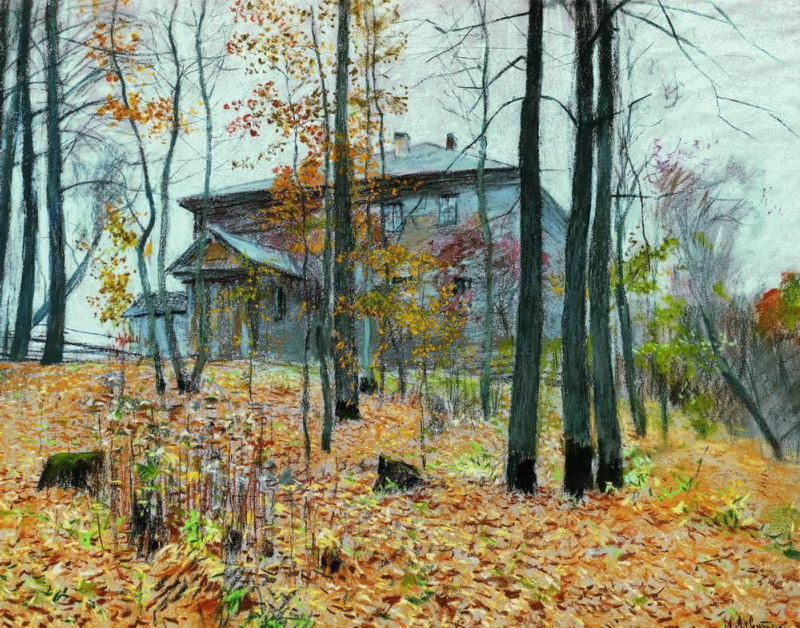
И. Левитан «Осень. Усадьба» (дворян Ушаковых в с. Островно). Картина была написана во время пребывания художника в соседнем имении И. Н. Турчанинова «Горка». Фрагмент усадьбы Горка изображён на картине И. Левитана «Март»

Лидия Волчанинова — героиня-подвижница: она отказывается от личного счастья ради служения народу. Она хороша собой («тонкая, бледная, очень красивая»), строга и неприступна. Бесконечно любя Женю, Лидия, тем не менее, жёстко вмешивается в отношения младшей сестры с художником, поскольку считает его человеком безыдейным. Мисюсь, наряду с Анной Сергеевной из рассказа «Дама с собачкой», входит в галерею чеховских героинь-мечтательниц, немного отрешённых от жизни и покоряющихся судьбе. Женя наивна, впечатлительна, мягка; внутренне она близка художнику, потому что мир они воспринимают с одинаковой непосредственностью. Финальный вопрос рассказчика «Мисюсь, где ты?» исполнен печали о несостоявшейся любви.
Леонид Гроссман полагал, что прототипом Жени была старшая дочь Анны Николаевны Турчаниновой Варвара, тогда как в образе художника запечатлён Исаак Левитан. По воспоминаниям Татьяны Щепкиной-Куперник, прибыв в имение «Горка» в 1894 году вместе Софьей Кувшинниковой (вероятным прототипом Ольги Ивановны из другого чеховского рассказа — «Попрыгунья»), Исаак Ильич оказался в эпицентре любовной драмы с участием Турчаниновых — матери и дочери. Там же произошёл его разрыв с Кувшинниковой.
Помимо этого, исследователи включают в список возможных прототипов Лидии и Мисюсь двух сестёр, живших неподалёку от богимовской усадьбы Былим-Колосовского; одна из них работала учительницей, а вторая пребывала в мире поэтических грёз. Сам же Былим-Колосовский, весьма скучный, по свидетельству Михаила Чехова, человек, очень напоминает помещика Белокурова, про которого рассказчик говорит, что «сотни вёрст пустынной, однообразной, выгоревшей степи не могут нагнать такого уныния, как один человек».

## Художественные особенности
Пристрастное отношение Чехова к деталям, включение в тексты множества мельчайших подробностей порой вызвало раздражение у критиков. Так, после выхода рассказа прозаик Иероним Ясинский писал в «Петербургской газете» (1896, № 125) о том, что «дом с мезонином не играет никакой роли в „Доме с мезонином“. Он мог быть и без мезонина». Своеобразным ответом на эту публикацию стала статья журналиста Тихона Полнера в «Русских ведомостях» (1897, № 273), который сравнил неупорядоченные с виду чеховские детали со «множеством моментальных снимков», которые, появляясь в тексте, делают изображение весьма достоверным. Такими лёгкими штрихами, без дополнительных акцентов, создан как образ усадьбы Волчаниновых, так и пейзаж вокруг неё («белый дом с террасой… вид на барский двор и на широкий пруд с купальней»). Подобные зарисовки, по мнению литературоведа Александра Чудакова, напоминают быстро сделанные карандашные наброски.
Другим художественным приёмом, позволяющим создать впечатление сиюминутности происходящих событий, является включение в текст имён, фамилий и названий, которые доселе не упоминались в произведении. К примеру, Лидия в диалоге с матерью вскользь сообщает, что «в Малозёмове гостит князь». Автор не даёт дополнительных пояснений, и читатель остаётся в неведении относительно того, что такое Малозёмово и о каком князе идёт речь; отсутствие дополнительных расшифровок позволяет увидеть события без ретуши и «фильтрации», «всё как было». При этом Чехов, в отличие от литераторов, выделяющих грядущий поворот сюжета композиционно, никак не готовит читателя к смене событий в рассказе — они происходят непреднамеренно и сопровождаются нейтральной интонацией. Именно так, словно бы вскользь, рассказчик упоминает и о первой встрече с сёстрами Волчаниновыми, и о последовавшем затем знакомстве с ними.
Даже комические эпизоды в «Доме с мезонином» изложены подчёркнуто будничным языком. К примеру, рассказывая про спутницу жизни помещика Белокурова, строго управлявшую и усадьбой, и её хозяином, рассказчик попутно замечает, что «она часто рыдала по ночам мужским голосом, и тогда я посылал ей сказать, что если она не перестанет, то я съеду с квартиры». В этой зарисовке, по словам Чудакова, «юмористическое преувеличение маскируется под обыденность». Ироничность присутствует и при создании психологического портрета Лидии, которую герой сравнивает с адмиралом, не выходящим из каюты и вызывающим у матросов священный трепет из-за его загадочной неприступности.

## Экранизация
- 1960 — Дом с мезонином, режиссёр Яков Базелян